# 군산여자상업고등학교
군산여자상업고등학교(群山女子商業高等學校)는 대한민국 전북특별자치도 군산시 지곡동에 있는 공립 고등학교이다.

## 학교 연혁
- 1945년 10월 10일 : 군산가정여학교 개교
- 1946년 4월 26일 : 군산여자상업학교로 교명 변경
- 1952년 7월 15일 : 군산여자상업고등학교 분리 (교육법 개정으로 중·고 분리)
- 1953년 3월 28일 : 제1회 졸업생 배출
- 1975년 10월 30일 : 군산여자상업고등학교 2부 설립인가
- 1998년 3월 1일 : 공립학교로 전환
- 2001년 2월 22일 : 중바우길 신축교사로 이전
- 2001년 3월 1일 : 30학급으로 감축인가 (학년 당 10학급)
- 2009년 3월 1일 : 특수학급 1학급 신설
- 2012년 3월 1일 : 특수학급 1학급 증설
- 2021년 9월 1일 : 제16대 이미원 교장 부임
- 2024년 2월 7일 : 제72회 졸업 120명, 누계 27,159명

## 설치 학과
- 금융정보과
- 경영회계과
- 창업경영과

## 참고 자료
- 군산여자상업고등학교 - 한국교육학술정보원 학교알리미